# 安娜·希克曼
安娜·希克曼（Ana Hickmann，1981年3月1日—）是一位德裔巴西超模。除了擔任模特兒之外，也跨足化妝品、攝影及音樂等領域。腿長123公分，曾經被金氏世界紀錄選為世界上最腿最長的模特兒，直到2002年新紀錄誕生為止。

## 外部連結
- 官方网站 （页面存档备份，存于）